# ولاد علي (مسلسل)
ولاد علي هو مسلسل كوميديا درامية مغربي عُرض سنة 2018، من إخراج أسامة أوسيدهم، ومن بطولة فضيلة بن موسى، عزيز داداس، رشيد رفيق، محمد باسو، يسار لمغاري، وعبد العالي لمهر. تتناول حلقات المسلسل في إطار كوميدي بعض سلبيات المجتمع المغربي من خلال حكاية وقصة أفراد عائلة علي الذين ينهبون ويسرقون ويتعدون على حقوق الغير مع تأنيب للضمير في بعض الأحيان.

## قصة المسلسل
يتناول المسلسل قصة عائلة علي المكونة من مجموعة من الشباب الذين يعيشون رفقة والدتهم المريضة والتي تُحاول في كل مرة إقناعهم بضرورة العمل والابتعاد عن كل ما يُنافي الأخلاق. لكن ما يحصل هو العكس؛ فولاد علي مُصرين على البقاء في وضعية «البطالة» والبحث عن لقمة العيش بأي طريقة كيف ما كانت وحتى لو كانت منافية للدين أو الأخلاق. فتارة يتعدون على المارة وينبهبونهم وتارة أخرى يسرقون الأحذية من المسجد ثم في مرة أخرى يخدعون التجار والناس عامة. وفي ظل كل هذا تُعاني الوالدة التي لا رحيم لها باسثتنائهم والتي تُحاول في كل مرة ثنيهم عن القيام بأعمال الشر.

## طاقم التمثيل

### أدوار رئيسية
| الممثل/ة        | الدور        | الشخصية |
| --------------- | ------------ | --- |
| فضيلة بن موسى   | فاطمة        | هي والدة الشباب الأربع المشاغبون.                                                                                |
| عزيز داداس      | السباعي      | وهو شرطي معروف لذا سكان الحي والجميع يخافه أكبر أحد همومه هو إلقاء القبض على ولاد علي                            |
| رشيد رفيق       | النقشة       | من أبناء علي، مشاغب ولا يحترم أي أحد. هدفه في الحياة توفير لقمة العيش بأي طريقة.                                 |
| عبد العالي لمهر | المقدم مبارك | هو مقدم (شيخ) الحي؛ يُقحم نفسه في كل المواضيع خاصة عندما يتعلق الأمر بالبناء والمنازل وما إلى ذلك.                |
| محمد باسو       | وسيم         | هو ابن علي الأكبر، وشقيق الإخوة الثلاثة الآخرون. يُحاول في كل مرة اقتراح خطط وحلول لكنها غالبا ما تكون غير مجدية. |
| يسار لمغاري     | حربة         | هو أيضًا ابن علي مولوع برياضة كمال الاجسام وهو صديق ابنة السباعي                                                  |

### أدوار ثانوية
- كريمة أولحوس
- سعيد حليم
- أيوب إدري
- حمزة الفيلالي

## الإطلاق
كان من المُفترض صدور المسلسل ضمن باقة المسلسلات التي تم عرضها في رمضان عام 2017 لكن القناة الثانية (مالكة حقوق العرض) أرجأت تصوير المسلسل بسبب بعض مضامين الحلقات والتي رأت فيها «إساءة للمجتمع المغربي» خاصة وأن المسلسل يُركز في طياته ويُحاول تناول موضوع «السرقة» من خلال مجموعة شباب عاطلين عن العمل هم ولاد علي.

## وصلات خارجية
- ولاد علي على موقع قاعدة بيانات الأفلام العربية